# Ramme (plaats)
Ramme is een plaats in de Deense regio Midden-Jutland, gemeente Lemvig, en telt 472 inwoners (2008).